# Тајари Џоунс
Тајари Џоунс (енгл. Tayari Jones, Атланта, Џорџија, 30. новембра 1970) је америчка ауторка и академкиња позната по An American Marriage (Америчком браку), који је био избор Oprah's Book Club 2018, и освојио је женску награду за фикцију 2019. Џоунс је дипломирала на Спелман колеџу, Универзитету у Ајови и Државном универзитету Аризоне. Тренутно је члан енглеског факултета на Колеџу за уметност и науку на Универзитету Емори, а недавно се вратила у свој родни град Атланту после деценије боравка у Њујорку. Џоунс је била главни професор Ендру Диксон Вајта на Универзитету Корнел пре него што је постала професор креативног писања Чарлса Хауарда Кендлера на Универзитету Емори.

## Рани живот и образовање
Џоунс је рођена и одрасла у Cascade Heights, Атланта,  од родитеља Мека и Барбаре Џоунс, који су обоје учествовали у покрету за грађанска права 1960-их. Оба њена родитеља су стекла докторат друштвених наука и постали професори на Кларк колеџу.  Њен отац је предавао политичке науке на Универзитету у Атланти, док је њена мајка предавала економију на Кларк колеџу.  Џоунс се присећа како је одрастала пратећи покрет за грађанска права и постала акутно свесна своје расе након што је добила књиге у којима су црначка деца и играла се црним луткама.  Џоунс, чије име, Тајари, на свахилију значи „спремна је“,  има два брата и две полусестре из претходног брака њеног оца.  Џоунс и њене сестре су одгајане одвојено и послужиле су јој као инспирација за роман Silver Sparrow (Сребрни врабац). 
Џоунс је била у основној школи током убистава у Атланти 1979–1981 и описала је то као „најзначајнији догађај мог детињства“.  Две њене другарице из разреда у основној школи су убијене.   Џоунсово искуство одрастања у то време послужило је као инспирација за њен први роман, Leaving Atlanta (Напуштање Атланте). 
Након што је дипломирала у средњој школи Бенџамин Мејс, Џонс је похађала Spelman College,, историјски колеџ за црне жене у Атланти.  Током свог боравка у Спелману, студирала је код Перл Клиџ.  Џонета Кол, прва црнка председница Спелмана, такође је послужила као узор Џоунсовој.  Дипломирала је на Спелману 1991. године и завршила мастер диплому из енглеског језика на Универзитету у Ајови 1994. и магистрирала ликовне уметности из фикције на Државном универзитету у Аризони 2000. Добила је многе стипендије, укључујући и ону од Националне задужбине за уметност, Харвард Радклиф института и уметника Сједињених Држава. 

## Каријера
Џоунсов први роман, Leaving Atlanta, је трогласна прича о пунолетству смештена у позадини убистава деце у Атланти 1979–1981. Три перспективе у роману су деца: Ла Таша Бакстер, Родни Грин и Октавија Фулер. Овај роман, који је написан док је Џоунс била постдипломски студент на Државном универзитету у Аризони, заснован је на њеном искуству као детета у Атланти током тог периода. Освојио је Hurston/Wright Legacy Award 2003. за дебитантску фикцију. Aletha Spann из30Nineteen Productions је купила филмска права за Leaving Atlanta. 
The Untelling  је такође смештен у Атланти. Описана у Publishers Weekly у као Џоунсов „други роман са дубоким осећањем“, књига истражује како се протагонисткиња помирује са губитком кључних чланова своје породице као дете пре него што мора поново да се редефинише у својим средњим двадесетим.   Награђена је књижевном наградом Лилијан Смит 2005.  
Silver Sparrow (Сребрни врабац), Џоунсов трећи роман, објавио је Algonquin Books 2011. године. Био је то "Indie Next" избор број 1 Америчког удружења продаваца књига. 
An American Marriage (Амерички брак), њен најновији роман, објављен је 6. фебруара 2018. у издању Algonquin-а. Истог дана, Опра Винфри је објавила да ће An American Marriage бити избор Oprah's Book Club.    An American Marriage (Амерички брак) говори о афроамеричком пару чији се животи потресају када је муж Рој ухапшен због злочина који није починио.  Винфри је такође најавила  да продуцира филмску адаптацију књиге. Председник Барак Обама уврстио је An American Marriage на своју листу читања за лето 2018. 
Џоунс је такође уређивала Atlanta Noir, антологију ноир фикције коју је објавио Akashic Books 2017. Џоунсова кратка прича „Карамела“ је једна од четрнаест прича у антологији, чије се радње одвијају у четвртима Атланте. 

## Жанр и стил
Главна тема у Џоунсовом писању је породица, као што се види у Напуштању Атланте, Неприповедању и Америчком браку. Њени романи приказују односе, често нарушене, између родитеља и њихове деце и брачних парова. Tina McElroy Ansa је писала о успеху који је Џоунс пронашла у прецизном осликавању карактера породице.
Џоунсови романи приказују афроамеричка искуства у јужним Сједињеним Државама, посебно како на њихове животе утичу неправедни системи у којима живе. Напуштање Атланте приказује како је црначку заједницу у Атланти изневерила њена влада током убистава деце у Атланти 1979-1981, а роман се завршава без задовољења правде. Амерички брак написан је као резултат истраживања Џоунсонове о проблемима масовног затварања у Сједињеним Државама и његовог утицаја на црнце и жене. 
Џоунс је говорила о утицају Тони Морисон на њен рад, посебно на Песму о Соломону због приказа црне средње класе и карактеризације женских ликова. 

## Почасти и награде
Џоунс је добитник Hurston/Wright Legacy Award за дебитантску фикцију, Награде за животно дело у ликовним уметностима  од Congressional Black Caucus Foundation, Удружење уметника Сједињених Држава,  Национална задужбина за уметност,  и Radcliffe Institute Bunting Fellowship.  Њен роман Сребрни врабац додат је NEA Big Read библиотеци  класика 2016. Она је такође члан Удружења јужњачких писаца  и примљена је у Кућу славних писаца Џорџије 2018.
У фебруару 2018, Опра Винфри је објавила да је њен најновији избор за клуб за књиге Џоунсов роман, Амерички брак. Винфри је рекла: „То је једна од оних књига које нисам могла да одбацим. И чим сам то урадила, позвала сам аутора и рекла: 'Морам да разговарам с тобом о овој причи'.“ 
Дана 5. јуна, Амерички брак проглашен је победником Женске награде за фикцију 2019. 